# Dysmoropelia dekarchiskos
Dysmoropelia dekarchiskos ou rola-de-Santa-Helena foi uma espécie de ave da família Columbidae. É um monotípico dentro do género Dysmoropelia.
Foi endémica da Santa Helena (território).
Foi extinto devido à perda de habitat.